# Nakaniikawa, Toyama
Nakaniikawa (中新川郡 Nakaniikawa-gun) là huyện thuộc tỉnh Toyama, Nhật Bản. Tính đến ngày 1 tháng 10 năm 2020, dân số ước tính của huyện là 47.275 người và mật độ dân số là 86 người/km2. Tổng diện tích của huyện là 547,5 km2.